# تلمبه‌های کت‌آباد
تلمبه‌های کت‌آباد یک منطقهٔ مسکونی در ایران است که در دهستان ریزآب واقع شده‌است. تلمبه‌های کت‌آباد ۵۷۵ نفر جمعیت دارد.